# Asplenium fraxinifolium
Asplenium fraxinifolium là một loài thực vật có mạch trong họ Aspleniaceae. Loài này được Wall. ex Hook. miêu tả khoa học đầu tiên năm 1859.